# Otacílio de Carvalho Camará
Otacílio de Carvalho Camará (Pelotas, 27 de fevereiro de 1880 – Rio de Janeiro, 29 de dezembro de 1920) foi um médico, advogado e político brasileiro. Era filho de Octacílio Aristides Camará e de Israelina de Cavalho Camará.

## Vida política
- senador pelo então Distrito Federal de 1919 a 1920
- deputado federal de 1915 a 1919.

## Homenagens
- Dá nome a importante bairro do Rio de Janeiro - Senador Camará.
- Dá nome a estação ferroviária, na cidade do Rio - Estação Senador Camará
- Dá nome a Loja Maçônica mais antiga da Zona Oeste do Rio de Janeiro  ARLS OCTACÍLIO CAMARÁ Nº 821